# Linopteridius
Linopteridius is een kevergeslacht uit de familie van de boktorren (Cerambycidae). De wetenschappelijke naam van het geslacht werd voor het eerst geldig gepubliceerd in 1896 door Fairmaire.

## Soorten
Linopteridius omvat de volgende soorten:
- Linopteridius africanus Villiers, 1972
- Linopteridius annulipes Breuning & Villiers, 1958
- Linopteridius brunneus (Aurivillius, 1908)
- Linopteridius fuscipleuris Fairmaire, 1896
- Linopteridius hirsutus Breuning & Villiers, 1958
- Linopteridius minimus Breuning & Villiers, 1958